# Banda Agency
Banda Agency — українська рекламна аґенція.

## Про аґенцію
Banda Agency створена Єгором Петровим, Павлом Вржещем та Ярославом Сердюком у вересні 2011 року.
2018 року аґенція розробила брендинг України. 10 травня його було затверджено Кабінетом Міністрів. Зображення бренду Ukraine NOW використовуються у рамках стратегії «Єдиний голос». Зокрема, Facebook його використали Міністерство інформаційної політики України, урядовий портал, офіс віце-прем'єра з питань європейської та євроатлантичної інтеграції.
У серпні 2020 року відкрито офіс у Каліфорнії, який очолив Ярослав Сердюк, співзасновник і директор зі стратегії агентства.
2021 року аґенція розробила брендинг Чорнобильської зони відчуження, за підтримки Міністерства захисту довкілля та природних ресурсів України, Державного агентства з управління Зоною відчуження та Державного агентства розвитку туризму. За основу «зникаючого» логотипу взято форму поверхні реактора, як відправна точка існування логотипу. І з кожним роком зображення змінюється та поступово зникає. Кінцева точка існування логотипу — 2064, коли Чорнобильська атомна електростанція буде повністю виведена з експлуатації.
Під час повномасштабного вторгнення Росії до України 2022 року Banda спільно з Офісом Президента України, Міністерством культури та інформаційної політики, Міністерством цифрової трансформації розробила комунікаційну кампанію Be Brave Like Ukraine, що покликана відзначити головну рису українців. До проекту доєдналися десятки українських брендів та компаній. Білборди «Будь сміливим, як Україна» можна було побачити на вулицях Канади, Польщі, Німеччини, Італії, Австрії, Великої Британії, Іспанії, США та інших країн.

## Проєкти
Серед клієнтів компанії Goodwine, Comfy, Puma, Work.ua, Лун, Окко, OLX, Яндекс, Parimatch, Uber, Borjomi, Сушия, Viasat, Моршинська, Helen Marlen, MOYO, Моржо, Дмитрук, ПриватБанк, monobank, Favbet, Молокія, Rocket та інші бренди.
Один із найуспішніших проєктів — брендинг конкурсу Євробачення-2017 у Києві, створений із студією Republique. За цю роботу команда отримала «Канського лева».

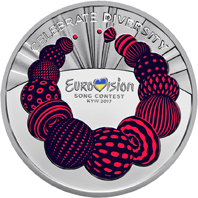
Монета НБУ до Євробачення 2017 з брендингом Celebrate diversity

Ukraine NOW

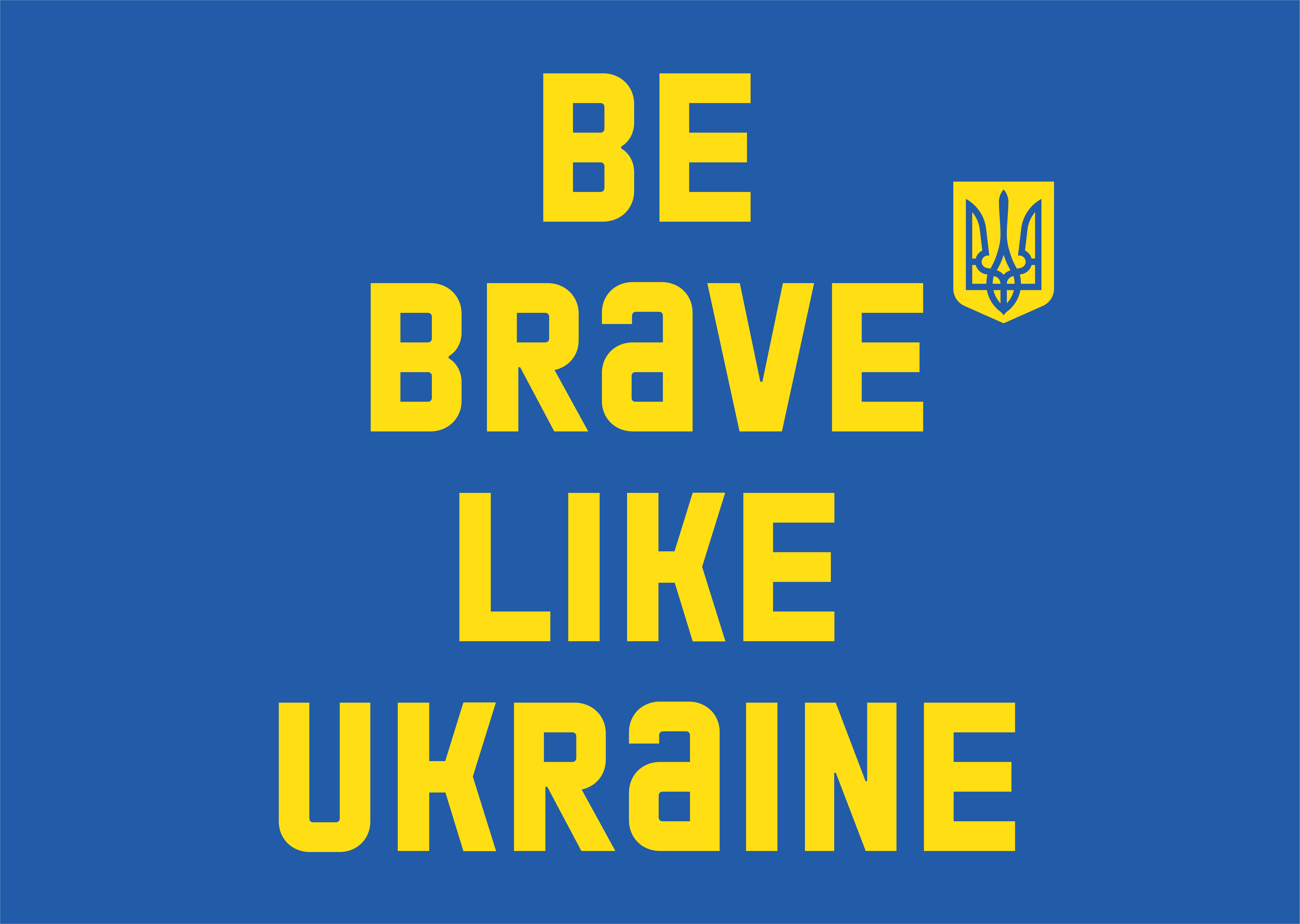
Be Brave Like Ukraine

- Celebrate diversity Eurovision 2017[13]
- ВДНГ[14]
- ОККО («завжди гарна ідея»)[15]
- Comfy
- Національний художній музей України[16]
- ПриватБанк («беремо і робимо»)
- monobank («а моно..?»)
- Favbet («будь всередині гри»)
- Молокія («краща сторона»)
- MacPaw
- Brave!Factory.

### Суспільні проєкти
- Ukraine NOW[17][18][19]
- брендинг Чорнобильської зони відчуження[20][21]
- Міжнародна громадська ініціатива CRIME(A)[22][23]
- Be Brave Like Ukraine.

## Нагороди
- 2018 — премія Red Dot Design Award в Ессені, Німеччина[17];
- 2018 — з Republique отримали нагороду бронзового лева Cannes Lions за проєкт до Євробачення-2017 «Celebrate Diversity»[24];
- 2018 — бронза у категорії Online & Mobile Services за кампанію «OLX Free Delivery» міжнародної премії Epica Awards;
- 2019 — 6 нагород дизайнерської премії Red Dot Design Award[25][26];
- 2019 — 3 нагороди міжнародної премії Epica Awards: золото у категорії Health&beauty за проект «Instoptica. Перший тест для перевірки зору в історії Instagram», золото у категорії Brand Identity за дизайн нової системи лояльності Goodwine та срібло у категорії Retail Services за проект для магазину алкоголю Bad Boy[27];
- 2019 — «Найкраща агенція у Центральній та Східній Європі» за версією міжнародного креативного фестивалю Epica Awards[28][29];
- 2019 — Найефективніше агентство України за результатами Effie Awards Ukraine[30];
- 2019 — «Агентство року» за рейтингом Всеукраїнської рекламної коаліції[31];
- 2015, 2020 — «Найефективніше незалежне рекламне агентство» за версією Effie Index 2015[32] та 2020[33];
- 2021 — брендинг для Чорнобильської зони отримав нагороду Graphite pencil від британської премії з креативності у дизайні та рекламі D&AD[34];
- 2021 — золото каннського фестивалю Young lions у категорії «Дизайн»[35];
- 2021 — перемога в міжнародному конкурсі Young Glory в категорії Professionals[36];
- 2021 — премія Golden Drum за невічний логотип для Чорнобильської зони[37];
- 2021 — брендинг Чорнобильської зони отримав золото у категорії Brand Identity та срібло за Graphic Design міжнародної премії Epica Awards[38][39].

## Критика

### Співпраця з російськими дизайнерами
У травні 2021 року Banda Agency та російська аґенція Setters оголосили про обмін працівниками для обміну досвідом. Це викликало суттєвий негативний резонанс серед українців. Окрім співпраці з росіянами, спільнота обурилася тим, що на стіні петербурзького офісу компанії Setters висів прапор терористичної організації Новоросія. В аґенції Banda заявили, що «засуджують політику російської влади», що з 2014 року не працюють з російським бізнесом і не працюють у жодному комерційному проекті з агентством Setters.

### «Тризуб незалежності»
До Дня Незалежності 2022 року Banda з Міністерством культури та інформаційної політики України запропонували «мемний» жест, яким українці мали би вітати інших зі святом. Однак виявилося, що цей жест — зігнуті певним чином пальці — має значення сексуального характеру. Згодом аґенція опублікувала вибачення в Instagram.